# 有明夏夫
有明 夏夫（ありあけ なつお、1936年5月11日 - 2002年12月17日）は、日本の作家。本名は斎藤 義和。

## 人物・来歴
大阪府出身。1945年福井県に疎開し、勝山精華高等学校（現福井県立勝山南高等学校）を卒業。同志社大学工学部中退後、工員や会社員を経て1972年に作家としてデビューした。1978年、『大浪花諸人往来』で第80回直木賞を受賞。 2002年、肝不全のため死去。66歳没。

## 受賞歴
- 1972年『FL無宿のテーマ』で第18回小説現代新人賞。
- 1979年『大浪花諸人往来』で第80回直木賞。
  - 「大浪花諸人往来」はNHKドラマ『なにわの源蔵事件帳』の原作となった。

## 著書

### 大浪花諸人往来シリーズ
- 『大浪花諸人往来 耳なし源蔵召捕記事』角川書店 1978　のち文庫
- 『狸はどこへ行った 大浪花諸人往来第2集』角川書店 1980　のち文庫
- 『不知火の化粧まわし 大浪花諸人往来第3集』角川書店 1981　のち講談社文庫
- 『京街道を走る 大浪花諸人往来第4集』角川書店 1981　「京街道を走る なにわの源蔵事件帳」講談社文庫
- 『蔵屋敷の怪事件 新・大浪花諸人往来』講談社ノベルス 1983　のち文庫
- 『脱獄囚を追え 新・大浪花諸人往来』講談社ノベルス 1984　のち文庫
- 『汚名をそそげ 浪花の源蔵召捕記事』光文社カッパ・ノベルス 1985
- 「なにわの源蔵事件帳」細谷正充編 小学館文庫

1、大浪花別嬪番付　2008
2、新春初手柄
3、艶女衣装競べ　2009
4、絵図面盗難事件

### その他
- 『FL無宿の叛逆』講談社 1973　のち文庫
- 『幕末早春賦』文芸春秋 1977　のち文庫
- 『テーブル・センターの出来るまで』文芸春秋 1979
- 『贋作故事記伝』講談社 1980
- 『東海道星取表』文芸春秋 1980　のち文庫
- 『俺たちの行進曲』文芸春秋 1981　のち文庫、映画化
- 『最後に死ぬ奴、笑う奴 テレフォンノベル』集英社文庫　1983
- 『骨よ笑え』文芸春秋 1984　のち文庫
- 『コンピュータを撃て』文芸春秋 1986
- 『魅惑されて』中央公論社 1989
- 『悲恋の池』中央公論社 1990
- 『マルティーニの妖術』文芸春秋 1990
- 『誇るべき物語 小説・ジョン万次郎』小学館 1993